# C. S. Cartaginés
Club Sport Cartaginés Deportiva S.A. je kostarikanski nogometni klub. 
Cartaginés je najstariji nogometni klub u Kostariki; utemeljen je 1906. godine.
Svoje utakmice igra na stadionu Estadio José Rafael Fello Meza Ivankovich, u Cartagu. 
Trenutačno (ljeto 2006.) je članom kostarikanske Primere División. 

## Povijest
Club Sport Cartaginés je utemeljen 6. srpnja 1906. godine. Osnivač je bio Willie Perie i skupina Kostarikanaca engleskog podrijetla, kao i engleski useljenici koji su živili u Cartagu. Budući da je tada već bilo par nogometnih klubova u gradu, koji su sveudilj igrali utakmice u Cartagu kao Combate i Monte Libano. Izvorni dresovi tih klubova su bili crveni i crni, podosta kao današnji Liga Deportiva Alajuelense. Club Sport Cartaginés su odigrali prvu službenu nogometnu utakmicu uz takvu pompu, jer je to bio doživljen kao mjestni društveni događaj, u tolikoj mjeri da je općinska filharmonija svirala prije utakmice.
1914. Club Sport Cartaginés se vratio na kostarikansku nogometnu pozornicu, ali pod novim imenom Americano. Ime "Americano" je trajalo do 1921., kada je kostarikanska Primera División krenula kao nacionalno nogometno prvenstvo. "Americano" je opet se vratio starom imenu, "Club Sport Cartaginés" i promijenio je klupske odore i boje na okomito  bijele i plave pruge, na šemu koja je ostala do danas. 
Završnica nacionalnog nogometnog prvenstva 1923. godine je imala za sudionike Club Sport Cartaginés suočene protiv La Libertade. Pobjednici u tom nogometnom susretu su bili Cartagines, količnikom od 2:1, i tako je prvi od triju (do danas) državnih naslova otišao Cartaginesima.
S vremenom su brojni Cartaginesovi igrači otišli igrati u Europu ili u klubove iz San Josea. Zbog masovnog odljeva igrača, Club Sport Cartaginés je raspušten 1925. 
Oko 1934. omiljenost nogometa u Cartagu se ponovo uzdigla kada je pokrenut turnir na kojem su sudjelovali mjesni klubovi iz Cartaga. Nakon turnira se odlučilo ponovno stvoriti Club Sport Cartaginés, i to od najboljih igrača koji su sudjelovali na turniru i da se pojavi kao momčad iz 3. divizije koja je osvojila  naslov pobjednika 3. divizije 1935.
1936. momčad je imala pobjedonosnu godinu u 2. diviziji, pobijedivši u svim utakmicama, čime je postala prvak 2. divizije i tako je stekla pravo nastupa u 1. diviziji.
Prvu godinu u prvoj diviziji, momčad se pojačala s mjesnim "zvijezdama" koje su igrale za druge momčadi. U toj prvoj povratničkoj sezoni, Club Sport Cartaginés je još jednom uspio doći do završnice kostarikanske prve divizije, suočivši se opet s La Libertadom, pobijedivši ga s 1:0, postavši državnim prvacima. Utakmica je odigrana na kostarikanskom nacionalnom stadionu u San Joseu.
Do 1940. godine, Cartaginesi su imali samo trojicu igrača od slavne postave iz 1936. godine, ali su isto uspili doći u završnicu, igrajući protiv velikog favorita Club Sport Herediana. 
Tijekom prvog poluvremena, rezultat je bio u korist Herediana, 3 na prema 1. Ali, zadivljujuće, Cartaginesi su smogli snage za u drugom poluvremenu preokrenuti rezultati, postigavši 3 pogotka i ne primivši nijedan, okončavši susret u svoju korist, pobijedivši favorita Herediana s 4:3.
Momčad iz 1940. godine je bila zadnja postava do danas (srpanj 2006.) koja je uspila osvojiti državno prvenstvo.
U godinama nakon prvenstva 1940., Cartaginesi su otkrili novog i vrlo nadarenog igrača, Joséa Rafaela Mezu Ivankovicha. U roku od par godina José Rafael ("Fello") je postao poznat kao "El Maestro". Nadimak je dobio jer se govorilo da je izmislio nove trikove i načine igranja, dotad neviđene na Kostarici.
José Rafael "Fello" Meza Ivankovich je koncem 20. stoljeća izabran za najboljeg kostarikanskog igrača 20. stoljeća (što je još uvijek - najbolji kostarikanski nogometaš svih vremena). Još uvijek ga se priznaje za igrača s najvećim utjecajem na kostarikanski nogomet.
Cartaginesi, ipak, nisu uspijevali poslije slomiti nadmoć drugih dvaju kostarikanskih klubova, Saprisse i Alajuelensea, u kostarikanskim prvenstvima, no često su bivali doprvacima.
Od međunarodnih uspjeha, osvojen je Kup prvaka CONCACAF-a 1994. godine.

## Klupski uspjesi
(stanje srpanj 2006.)

### Prvenstva Kostarike
Prvaci: 1923., 1936., 1940.

Doprvaci: 1924., 1926., 1968., 1973., 1975., 1977., 1979., 1987., 1992/93., 1995/96.

### Međunarodna natjecanja
- 1994. Kup prvaka CONCACAF-a

## Stadion
Stadion José Rafael Fello Meza Ivankovich se nalazi u Barrio Asisu u Cartagu. Kapaciteta je 18.000 gledatelja.
2005. je bio renoviran, pri čemu je crveno, plavo i bijelo obojeni dio stolica na gledalištu prebojen u zeleno. Promjena u učinjena s ciljem davanja stadionu novog izgelda, koji će se sraziti sa zelenim gorskim terenom, koji je "pozadinska slika" stadionu.

## Poznati igrači
- José Rafael "Fello" Meza Ivankovich
- Randall Brenes
- Raúl Chaverri
- Enrique Marín
- Fernando Jiménez
- Harry Garret
- Danilo García
- Tarcicio Guillén
- Enrique Madriz
- Enrique "Pelirrojo" Córdoba
- Walford "Wally" Vaughns
- Rigoberto "Feo" Rojas
- "Piche" García
- Héctor "Macho" Coto
- Leonel Hernández y Asdrúbal Meneses.

## Vanjske poveznice
- Službene stranice  Arhivirana inačica izvorne stranice od 7. srpnja 2006. (Wayback Machine)
- Estádios de Costa Rica  Arhivirana inačica izvorne stranice od 25. kolovoza 2004. (Wayback Machine) "Cartaginésov" stadion